# Колюш
Колюш (на френски: Coluche) е артистичен псевдоним на френския хуморист и комик Мишел Жерар Жозеф Колучи. 
Участвал е в 29 игрални филма, автор е на 2 филмови сценария и е режисирал филм. За българските филмови почитатели е познат от кинокомедиите „Крилце или кълка“ (в която си партнира с Луи дьо Фюнес) и „Лудостта на войната“.

## Биография
Роден е на 28 октомври 1944 г. в Париж. Майка му Симон Буйе (по прякор Монет) е цветарка в квартал Монпарнас. Баща му Онорио Колучи е родом от региона на Неапол, Италия и работи като бояджия, умира през 1947 г. Майката сама отглежда двете си деца с мизерната си заплата. Тримата — Монет, Мишел и Даниел (сестра му, по-голяма с 1,5 год.) — живеят в стая и кухня. Децата съпровождат майката по време на нейните лечения в град Берк, Северна Франция.
Мишел не е особено пристрастен към ученето. Получава диплома за начално образование през юли 1958 г. Шляе се с приятели в предградията на Париж и се увлича по музиката. Често сменя незначителни и зле платени занятия. През 1964 г. е войник в пехотна рота, но лежи в карцер за неподчинение. След уволнението си работи с майка си като цветар в отвореното нейно магазинче. Тази работа му е скучна, той я напуска и по тази причина се скарва с майка си.
Решава да се занимава с музика и интерпретира песни на Борис Виан, Жорж Брасенс и Ив Монтан, но няма особена дарба. Пренасочва се към хумора, за да се надсмива над всичко, тъй като според него „отчайващо е да плачеш за всичко“.
Колюш участва с голям успех в радио- и телевизионни програми. Осмелява се да се шегува грубичко и съумява да утвърди нов стил в телевизионните предавания – повече непосредственост и малко дебелащина. Чувството му за хумор, духовитостта му и неговата щедрост го надживяват. Благодарение на тях той е все още актуален.
На 30 октомври 1980 г. организира пресконференция и съобщава, че има намерение да се яви на президентските избори през 1981 г. Мнозина предполагат, че това е шега, обаче според допитване 16 % тогава са готови да гласуват за него. Следва паника у някои от политиците. Те сипят удари под кръста и заплахи срещу него. Поради това и поради убийството на неговия режисьор той обявява, че се оттегля през 1981 г.
Израснал в бедни необлагодетелствани среди, Колюш осъзнава несъвършенствата на френската помощ за най-бедните. Асоциацията, основана от него, има за цел да запълни пропуските, като основава благотворителни ресторанти, наречени „Ресторанти на сърцето“ (Restaurants du Cœur). В Белгия съществуват 16 такива ресторанта. Първият е отворен от Колюш в град Лиеж на 22 февруари 1986 г. Днес белгийската федерация предоставя социални и юридически услуги, реинтеграция и помощи (административна, лекарска, жилищно настаняване). В Германия също са отворени „Ресторанти на сърцето“ през 1997 г. в Ерфурт и Лайпциг. Програмата в Ерфурт включва театрални и музикални представления, а за децата – и Дядо Коледа.
Комикът прокарва в парламента закон, наречен Закон на Колюш, приет през 1988 г., с който заради извършено дарение част от данъците на дарителя се намаляват.
През 1984 г. е награден с награда „Сезар“ за най-добър актьор във филма „Tchao Pantin“, 1983 г. на режисьора Клод Бери (Claude Berri).
Умира на 19 юни 1986 г. при катастрофа с мотоциклета си, след като се удря в камион в градчето Опио, Южна Франция.

## Избрана Филмография
| година | филм             | оригинално заглавие | роля         | режисьор  |
| ------ | ---------------- | ------------------- | ------------ | --------- |
| 1976   | Крилце или кълка | L'Aile ou la cuisse | Жерар Дюшмен | Клод Зиди |